# Foucaucourt-en-Santerre
Foucaucourt-en-Santerre – miejscowość i gmina we Francji, w regionie Hauts-de-France, w departamencie Somma.
Według danych na rok 2011 gminę zamieszkiwało 285 osób, a gęstość zaludnienia wynosiła 41 osób/km² (wśród 2293 gmin Pikardii Foucaucourt-en-Santerre plasuje się na 747. miejscu pod względem liczby ludności, natomiast pod względem powierzchni na miejscu 691.).